# J. Pauly & Sohn

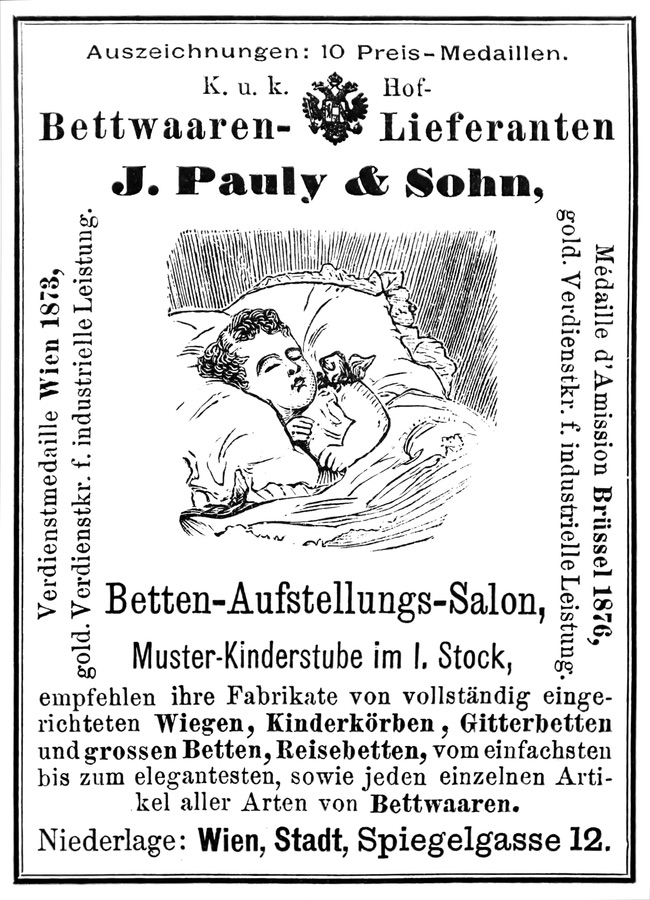
Publicidad de Pauly en 1891.

Pauly Beds o  J. Pauly & Sohn es una fabricante de camas. Es de las empresas más antiguas del mundo y la única que proveería al Imperio Austro Húngaro durante varias generaciones.

## Orígenes
La empresa fue fundada en 1838 por Josef Pauly estableció en Viena, reino de Austria, cuando el Emperador Fernando I de Austria le otorgó la licencia para fabricar camas y colchones bajo el nombre de J. Pauly & Sohn.
Fue en la década de 1870 cuando la empresa Pauly Beds floreció y se convirtió en el Proveedor de la Corte Imperial y Real de Camas y Colchones del Imperio Austro-Húngaro, bajo el emperador Franz Joseph I y su esposa Isabel de Baviera, más conocida como “Sissi”.  La emperatriz Sissi, acostumbrada al lujo, obsesionada con mantener su belleza y apariencia joven, fue quien estableció los estándares de calidad y confort de sus muebles, incluyendo aquellos en los que dormía. Eran tan estrictos como sus rutinas de belleza, ejercicios y alimentación diarias.
Un Proveedor de la Corte Imperial y Real era, durante la doble monarquía Austro Húngara, un proveedor de bienes o servicios que tenía un permiso especial, otorgado por privilegio imperial, para entregar sus productos en los jardines de la Corte. Este privilegio le permitía a los proveedores anunciarse públicamente y exhimirse de impuestos. A diferencia de los proveedores oficiales de otras cortes, como la inglesa y la sueca, donde los proveedores no necesariamente son los mejores ni los más distinguidos, en la corte del Imperio Austro-Húngaro solo se le daba el título a la empresa si era líder de calidad en su industria. El título era, por tanto, un sello de aprobación de "la clase más alta"; el más alto honor de una empresa en la época.

## Historia
La manufactura artesanal de camas y colchones es una industria tradicional en Austria. En el siglo XVIII operaban diez maestros de este oficio. Bajo el reino del Emperador Leopoldo I el oficio se realizó mediante Privilegios y control sobre el Gremio. En el mismo sector se trabajaban también los edredones y mochilas. La industria austriaca, especialmente la de Camas y Colchones en Viena disfrutaba de una buena reputación y se exportaba a Grecia, Turquía, y después a muchos Países del Oriente.
En el siglo XIX crecieron las exigencias de los clientes por productos de más lujo en este sector, por lo que en la Exposición Universal de 1873, en Viena, los empresarios de esta industria tuvieron las posibilidades de que sus productos se presentaran a una audiencia selecta e internacional. En esa exposición Josef Pauly es galardonado con la primera "Cruz al Mérito Industrial". La segunda es otorgada durante la exposición universal del año 1888. En ese mismo año la empresa celebró su 50 aniversario y Josef Pauly es considerado como uno de los industriales más ilustres del Imperio.
En 1891, la empresa había ya recibido 10 medallas y premios incluyendo la Medalla d'Amission en Bruselas, en 1876.
De acuerdo a una publicación de 1903, J. Pauly & Sohn es considerada "una de las empresas más antiguas y respetadas en la industria de camas", ya que a la fecha de publicación, "habían pasado ya 31 años desde que Pauly obtuvo el título honorario de Proveedor de La Corte Imperial y Real además de exportar exitosamente camas y muebles a otros países".
La Empresa J. Pauly & Hijo produjo el primer edredón de plumas en Austria. Hacía camas y zonas de reposo para todos los lugares de la casa y exteriores: recámaras, salones de espejos, viveros y patios. Ofrecían amueblados completes, camas para niños, cunas, camas de viaje y todo tipo de artículos de ropa de cama y descanso. Se utilizaba la crin de caballo (material difusor de humedad utilizado en sillones de carruajes), lana, algodón (para regular la temperatura), seda y los recién inventados muelles de acero ensacados (cada resorte es envuelto individualmente para evitar el roce).
El sucesor de José Pauly fue su hijo también llamado José Pauly. La Primera Guerra Mundial, la caída de la Monarquía en 1918, la Gran Depresión y más adelante la Segunda Guerra Mundial, hicieron que la Empresa sufriera constantes dificultades. La última propietaria de la familia fue Dorothea Henning ya que la empresa fue adquirida por un grupo de inversionistas quienes relanzaron la marca como Pauly Beds  retomando los métodos naturales tradicionales en la manufactura artesanal.

## Franquicias
La empresa trabaja con un sistema de franquicias para su distribución.